# Spenglerův pohár 1993
67. ročník Spenglerova poháru se uskutečnil od 26. do 31. prosince 1993. Všechny zápasy se hrály v hale Vailant Areně v Davosu. Vítězem se stal tým Färjestad BK.

## Účastníci
- Kanada - tým složený z Kanaďanů hrajících v Evropě
- HC Davos - hostitel
- Traktor Čeljabinsk
- Jokerit Helsinky
- Färjestad BK

## Základní část

### Tabulka
| Tým                | Z | V | P | VG | IG | B |
| ------------------ | - | - | - | -- | -- | - |
| HC Davos           | 4 | 3 | 1 | 20 | 17 | 6 |
| Färjestad BK       | 4 | 3 | 1 | 18 | 13 | 6 |
| Traktor Čeljabinsk | 4 | 2 | 2 | 17 | 16 | 4 |
| Kanada             | 4 | 1 | 3 | 12 | 18 | 2 |
| Jokerit Helsinky   | 4 | 1 | 3 | 14 | 17 | 2 |

### Zápasy
| 26. prosince 1993 | HC Davos | 8–7             | Traktor Čeljabinsk | Vaillant Arena |
|                   | HC Davos | (1:4, 2:2, 5:1) | Traktor Čeljabinsk |                |

| Souhrn zápasu | Souhrn zápasu | Souhrn zápasu | Souhrn zápasu | Souhrn zápasu |
| ------------- | ------------- | ------------- | ------------- | ------------- |
|               |               |               |               |               |

| 26. prosince 1993 | Färjestad BK | 6–4             | Kanada | Vaillant Arena |
|                   | Färjestad BK | (1:0, 3:1, 2:3) | Kanada |                |

| Souhrn zápasu | Souhrn zápasu | Souhrn zápasu | Souhrn zápasu | Souhrn zápasu |
| ------------- | ------------- | ------------- | ------------- | ------------- |
|               |               |               |               |               |

| 27. prosince 1993 | Kanada | 5–4 po sam.     | Jokerit Helsinky | Vaillant Arena |
|                   | Kanada | (1:2, 2:0, 1:2) | Jokerit Helsinky |                |

| Souhrn zápasu | Souhrn zápasu | Souhrn zápasu | Souhrn zápasu | Souhrn zápasu |
| ------------- | ------------- | ------------- | ------------- | ------------- |
|               |               |               |               |               |

| 27. prosince 1993 | HC Davos | 3–2             | Färjestad BK | Vaillant Arena |
|                   | HC Davos | (1:0, 0:1, 2:1) | Färjestad BK |                |

| Souhrn zápasu | Souhrn zápasu | Souhrn zápasu | Souhrn zápasu | Souhrn zápasu |
| ------------- | ------------- | ------------- | ------------- | ------------- |
|               |               |               |               |               |

| 28. prosince 1993 | Jokerit Helsinky | 3–4             | Färjestad BK | Vaillant Arena |
|                   | Jokerit Helsinky | (0:3, 0:1, 3:0) | Färjestad BK |                |

| Souhrn zápasu | Souhrn zápasu | Souhrn zápasu | Souhrn zápasu | Souhrn zápasu |
| ------------- | ------------- | ------------- | ------------- | ------------- |
|               |               |               |               |               |

| 28. prosince 1993 | Traktor Čeljabinsk | 3–1             | Kanada | Vaillant Arena |
|                   | Traktor Čeljabinsk | (0:0, 0:1, 3:0) | Kanada |                |

| Souhrn zápasu | Souhrn zápasu | Souhrn zápasu | Souhrn zápasu | Souhrn zápasu |
| ------------- | ------------- | ------------- | ------------- | ------------- |
|               |               |               |               |               |

| 29. prosince 1993 | HC Davos | 5–2             | Kanada | Vaillant Arena |
|                   | HC Davos | (0:0, 1:0, 4:2) | Kanada |                |

| Souhrn zápasu | Souhrn zápasu | Souhrn zápasu | Souhrn zápasu | Souhrn zápasu |
| ------------- | ------------- | ------------- | ------------- | ------------- |
|               |               |               |               |               |

| 29. prosince 1993 | Traktor Čeljabinsk | 4–1             | Jokerit Helsinky | Vaillant Arena |
|                   | Traktor Čeljabinsk | (1:0, 1:1, 2:0) | Jokerit Helsinky |                |

| Souhrn zápasu | Souhrn zápasu | Souhrn zápasu | Souhrn zápasu | Souhrn zápasu |
| ------------- | ------------- | ------------- | ------------- | ------------- |
|               |               |               |               |               |

| 30. prosince 1993 | Färjestad BK | 6–3             | Traktor Čeljabinsk | Vaillant Arena |
|                   | Färjestad BK | (4:0, 1:0, 1:3) | Traktor Čeljabinsk |                |

| Souhrn zápasu | Souhrn zápasu | Souhrn zápasu | Souhrn zápasu | Souhrn zápasu |
| ------------- | ------------- | ------------- | ------------- | ------------- |
|               |               |               |               |               |

| 30. prosince 1993 | HC Davos | 4–6             | Jokerit Helsinky | Vaillant Arena |
|                   | HC Davos | (1:4, 1:0, 2:2) | Jokerit Helsinky |                |

| Souhrn zápasu | Souhrn zápasu | Souhrn zápasu | Souhrn zápasu | Souhrn zápasu |
| ------------- | ------------- | ------------- | ------------- | ------------- |
|               |               |               |               |               |

## Finále
| 31. prosince 1993 12:00 | HC Davos | 3–6             | Färjestad BK | Vaillant Arena |
|                         | HC Davos | (0:1, 2:2, 1:3) | Färjestad BK |                |

| Souhrn zápasu | Souhrn zápasu | Souhrn zápasu | Souhrn zápasu | Souhrn zápasu |
| ------------- | ------------- | ------------- | ------------- | ------------- |
|               |               |               |               |               |

## All-star team
- Brankář: Manny Legace - (Kanada)
- Obránci: Per Lundell - (Färjestad BK), Mika Strömberg - (Jokerit Helsinky)
- Útočníci: Jonas Höglund - (Färjestad BK), Vjačeslav Bykov - (HC Davos), Andrej Chomutov - (HC Davos)